# جاضع الخمس
جاضع الخُمس هي إحدى قرى منطقة جازان   جنوب غرب المملكة العربية السعودية، والتي تبعد 70 كم عن مدينة جازان إلى الجنوب الشرقي، كما تتبع محافظة أحد المسارحة وتبعد عنها بحوالي 9 كم إلى الشمال الشرقي.

## نبذة
تقع القرية على ضفاف وادي الخمس الشهير الذي ينحدر من جبال العاصم وطحنان وغراب وجبال الجوة ويسقي أراضي زراعية تقدر بمئات الآلاف من الهكتارات وأشهرها مزارع الحكامية ومزارع المصقع ومزارع القحله والحنابشه والحلاويه والطواهره، ويسقي المضايا وينتهي في البحر الأحمر.
جاضع الخمس سمي بهذا الاسم لوقوعه على ضفاف الوادي المذكور. به عدة قبائل أشهرها الحكامية وبني شراحيل والقحله والحنابشه والفقهاء والخبرايه والطواهره.
ويقدر عدد سكان جاضع الخمس بـ 1000 نسمة يعمل معظمهم في الوظائف الحكومية من أطباء ومعلمون وعسكريون ومنهم من يعمل في الزراعة وتربية الماشية، وأبناء القرية حظيوا بوافر من التعليم في جميع المراحل حتى التعليم العالي من ذكور وإناث ويوجد بالقرية مشروع مياه الجاضع وهي مياه صالحة للشرب وأراضي القرية الزراعية أرض بكر صالحة للزراعة سواء مياه الأمطار أو مياه الآبار الأرتوازية؛ وتنقسم إلى شكلين من التربة ما سمي المعمال فهي أرض طينية تزرع بعد أن تروى بالسيل والأراضي الرملية تسمى الروان وهي تزع بالدخن على الأمطار فقط ويوجد بالقرية جامع يتسع إلى 500 مصلي.

## وصلات خارجية
- شبكة ومنتديات جاضع الخمس.